# Noul Front Popular
Noul Front Popular (în franceză Nouveau Front populaire, acronim NFP) este o largă alianță electorală a partidelor politice de stânga din Franța lansată pe 10 iunie 2024 ca răspuns la alegerile legislative anticipate. 

## Context
Anterior alegerilor din 2022, mai multe partide franceze de stânga au fondat alianța electorală Noua Uniune Populară Ecologică și Socială (NUPES) pentru a participa împreună la alegeri împotriva Adunării Naționale și En Marche. Deși a fost capabilă colectiv să formeze blocul lider de opoziție, alianța nu a reușit să fie de acord să formeze o grupare parlamentară singulară. În ciuda acestui fapt, alianța i-a refuzat lui Macron majoritatea în parlament.

## Istorie

### Formare

Primul logo al Noului Front Popular

Pe 9 iunie 2024, alegerile pentru Parlamentul European din 2024 au avut loc, iar sondajele exit-poll au indicat faptul că Adunărea Națională a obținut de două ori numărul de voturi față de Renașterea lui Macron. NUPES nu a participat la un singur scrutin, ci la mai multe. Ca răspuns la performanța slabă a alegerilor, Macron a dizolvat parlamentul pentru a solicita alegeri parlamentare anticipate, primul tur fiind programat pentru 30 iunie, iar al doilea tur pe 7 iulie.
În urma anunțării unor noi alegeri, au existat apeluri de la unii pentru reînnoirea NUPES. Politicianul de stânga François Ruffin a cerut tuturor partidelor de stânga, inclusiv Verzilor, să formeze un „Front Popular” pentru „a evita ce este mai rău și pentru a câștiga”. Prim-secretarul Partidului Socialist, Olivier Faure, a cerut „crearea unui front popular împotriva extremei drepte”, dar a respins stânga care lucrează cu politicile lui Macron calificând posibilitatea colaborării ca fiind „total iluzorie”.
La sfârșitul zilei de 10 iunie, Noul Front Popular a anunțat intenția de a „construi o alternativă la Emmanuel Macron și de a lupta împotriva proiectului rasist al extremei drepte” în viitoarele alegeri. Numele intenționează să aducă înapoi „vechiul” Front Popular care s-a format în anii 1930. Alianța a fost de acord ca o singură listă comună de candidați să intre în primul tur al alegerilor.

## Platformă politică

### Politica constituțională
Frontul s-a angajat să desființeze articolul 49.3 din Constituția Franței, care permite guvernelor să forțeze trecerea legislației prin Adunarea Națională fără vot. Frontul s-a angajat, de asemenea, să introducă reprezentarea proporțională pentru alegerile pentru Adunarea Națională și să organizeze o adunare constituantă pentru a pregăti o nouă constituție pentru Franța, trecând de la actuala Republică, A Cincea, la o a Șasea Republică.

### Politica economică
Noul Front Popular sprijină vârsta de pensionare de 60 de ani și abrogarea legii franceze de reformă a pensiilor din 2023. Frontul sprijină, de asemenea, introducerea concediului menstrual și o creștere cu 14% a salariului minim. Frontul ar reintroduce și impozitul de solidaritate pe avere care fusese abolit în 2017 de guvernul lui Macron, precum și introducerea unui nou impozit pe profiturile excedentare și majorarea Contribuției Sociale Generalizate plătite de cei mai bogați contribuabili.

### Politica educației
Frontul s-a angajat să facă mesele de prânz și rechizitele școlare gratuite. De asemenea, s-a angajat să desființeze sistemul de admitere la universități Parcoursup.

### Politică externă
Platforma sprijină ajutorul militar acordat Ucrainei, angajându-se în același timp la nicio intervenție militară directă a Franței. Platforma solicită, de asemenea, Franței să recunoască Statul Palestina și să impună un embargo asupra armelor împotriva Israelului.

### Politică socială
Frontul s-a angajat să introducă autodeterminarea de gen. De asemenea, s-a angajat să desființeze Serviciul Național General.

## Posibilul premier în cazul victoriei
Inițial, Noul Front Popular nu a desemnat un posibil viitor prim-ministru în cazul succesului la următoarele alegeri legislative. Pe 12 iunie, Jean-Luc Mélenchon a declarat că „se simțea capabil” să fie prim-ministru, dar a declarat „nu mă elimin, dar nu mă impun” și pe 16 iunie „Dacă crezi că nu ar trebui să fiu prim-ministru, nu voi fi”  înainte de a declara pe 22 iunie că este „evident” pregătit să-și asume această responsabilitate. El a adăugat: „S-a ajuns la un acord ca „cel mai mare grup parlamentar să prezinte candidatul pentru funcția de prim-ministru”. Dar pentru Raphaël Glucksmann și Carole Delga, candidatul de stânga pentru postul de prim-ministru „nu va fi Jean-Luc Mélenchon”. După discursul său din 22 iunie, figura sa a fost ținută de RN și de tabăra prezidențială ca una repulsivă. Mai multe voci din coaliție s-au opus acestei ipoteze, considerând că nu era suficient de unificator, în special Fabien Roussel, Clémentine Autain, François Hollande și Marine Tondelier. Pe 24 iunie, el a adăugat că „nu este un candidat pentru nimic”, dar că premierul va fi de la LFI. Pe 25 iunie, François Ruffin a declarat că Mélenchon „este un obstacol în calea victoriei” Noului Front Popular.
François Ruffin și Fabien Roussel spun că sunt pregătiți să-și asume această responsabilitate. Valérie Rabault, vicepreședinte al Adunării Naționale Franceze, este în favoarea unei „candidate feminine”, citând-o pe Carole Delga, Clémentine Autain și pe ea însăși. Fostul CFDT lider Laurent Berger a fost propus și de Raphaël Glucksmann și Sandrine Rousseau.
Pe 22 iunie, un sondaj LegiTrack realizat de OpinionWay-Vae Solis pentru Les Echos și Radio Classique a arătat că, în cazul unei victorii a Noului Front Popular, francezii ar prefera un prim-ministru din PS (44% dintre respondenți) mai degrabă decât din LFI (25%).

## Rezultate electorale

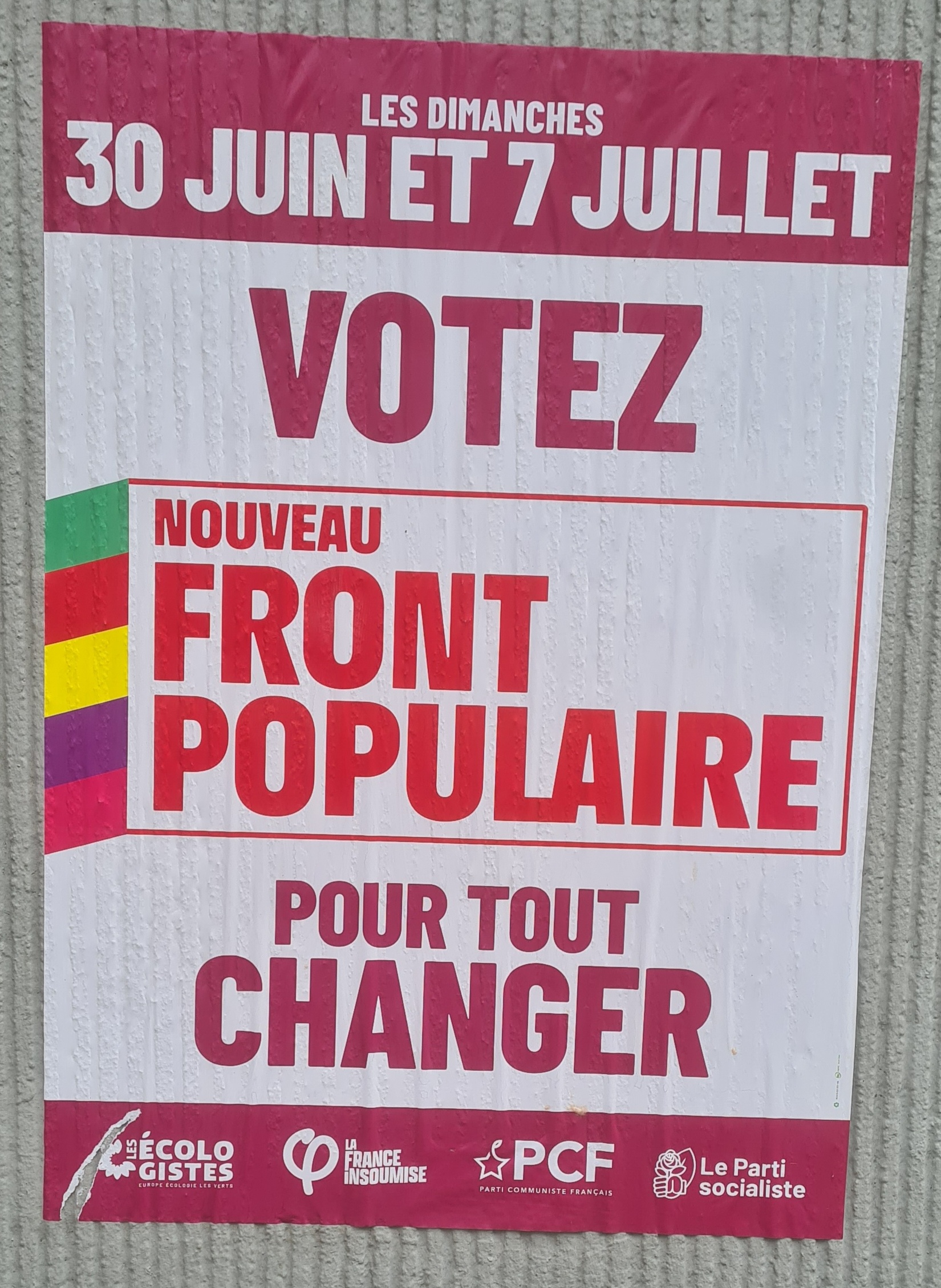
Afiș electoral al Noului Front Popular.

| Alegeri | Lider               | Primul tur | Primul tur | Al doilea tur | Al doilea tur | Mandate   | Statut |
| Alegeri | Lider               | Voturi     | %          | Voturi        | %             | Mandate   | Statut |
| ------- | ------------------- | ---------- | ---------- | ------------- | ------------- | --------- | ------ |
| 2024    | Conducere colectivă | 9,042,485  | 28.21      | 7,040,198     | 25.81         | 180 / 577 | TBA    |